# Johann Conrad Peyer
Johann Conrad Peyer (Schaffhausen, 26 december 1653 – 29 februari 1712) was een Zwitsers arts naar wie de Peyerse platen die aanwezig zijn in het laatste deel van de dunne darm genoemd zijn.